# Anna Reisigl
Anna Reisigl (* 13. Oktober 1997 in Hall in Tirol) ist eine österreichische Jazzmusikerin (Bassgitarre, Kontrabass, Komposition).

## Leben und Wirken
Reisigl kam über ihren Großvater, der neben seinem Beruf als Tischler auch als Harfenbauer, Harfenist und Gitarrist tätig war, zur Musik, als er ihr eine erste Gitarre schenkte. Sie absolvierte verschiedene Ausbildungs- und Studiengänge in den Bereichen Klassik und Jazz am Tiroler Landeskonservatorium sowie an der Anton Bruckner Privatuniversität Linz. Dann studierte sie an der Musik und Kunst Privatuniversität der Stadt Wien im Bachelorstudiengang Jazz-Instrumental bei Gerhart Ulrich Langthaler und Harry Putz.
Seit 2016 bildet Reisigl als Bassistin und Komponistin neben Pianist Felix Heiß und Schlagzeuger Max Schrott das Jazztrio Drehwerk, das zwei Alben veröffentlichte, in Österreich, Deutschland und Italien auf Tournee war und mit dem Streichorchester inn.wien zusammenarbeitete. Weiterhin wirkte sie im Tom Joseph Trio, Pia Denz Oktett, The Flipside Collective, Lunovi Quartett und in Bigbands. 2018 trat sie als Solistin im Rahmen des Marianne Mendt Festivals auf. 
2021 gründet Reisigl ihr AR Project, mit dem sie 2023 ihr Debütalbum Close Bye (Sessionwork Records) vorlegte. Sie gastierte mit ihrem AR Project auch im Studio 3 des RadioKulturhauses in Wien. Darüber hinaus arbeitete sie mit Yvonne Moriel, Yasmin Hafedh, Christian Kronreif, Viola Hammer, Andi Tausch, Christian Spitzenstätter, Sam Siefert und Lukas Aichinger.

## Preise und Auszeichnungen
Reisigl erhielt 2019 den Nachwuchspreis von TonArt Tirol. 2023 wurde sie mit dem Joe Zawinul Preis ausgezeichnet; für ihr Album Close Bye erhielt sie den Tiroler Jazzpreis 2023.